# Alexandru Sătmăreanu
Alexandru Ștefan Sătmăreanu (dit Sătmăreanu II), né le 9 mars 1952 à Oradea en Roumanie, est un ancien joueur et entraîneur de football roumain, qui évoluait au poste de défenseur. 
Il compte 30 sélections en équipe nationale entre 1974 et 1978.
Alexandru Sătmăreanu partage le même nom de famille que son homonyme Lajos Sătmăreanu, même s'ils n'ont aucun lien de famille entre eux.

## Biographie

### Carrière de joueur
Avec le club du Dinamo Bucarest, il remporte trois championnats de Roumanie.
Avec cette même équipe, il dispute 10 matchs en Coupe d'Europe des clubs champions, inscrivant un but contre le club espagnol du Real Madrid.
Il dispute 223 matchs en première division roumaine, pour 18 buts marqués, ainsi que 32 matchs en première division allemande, pour 3 buts inscrits.

### Carrière internationale
Alexandru Sătmăreanu compte 30 sélections avec l'équipe de Roumanie entre 1974 et 1978. 
Il est convoqué pour la première fois par le sélectionneur national Valentin Stănescu pour un match amical contre le Japon le 23 juillet 1974 (victoire 4-1). Il reçoit sa dernière sélection le 31 mai 1978 contre la Bulgarie (1-1).

## Palmarès
- Avec le Dinamo Bucarest :
  - Champion de Roumanie en 1973, 1975 et 1977